# Sint-Pieterskerk (Sint-Truiden)
De Sint-Pieterskerk, ook wel Parochiekerk Sint-Niklaas en Sint-Pieter, is een romaans kerkgebouw in de Belgisch-Limburgse stad Sint-Truiden. De rooms-katholieke parochiekerk is toegewijd aan de heiligen Sint-Nicolaas en Sint-Petrus.

## Geschiedenis
De Sint-Pieterskerk is in de periode ca 1180-90 gebouwd als parochiekerk van de wijk Sint-Pieter, buiten de stadsmuren van Sint-Truiden. Sint-Pieter of Zerkingen was een oude, stedelijke woonkern ten zuiden van de binnenstad, waar volgens de traditie het ouderlijk huis van Sint-Trudo zou hebben gestaan en waar de Trudobron en de wijngaarden van de abdij van Sint-Truiden lagen. De pastoor van de Sint-Pieterskerk werd tot aan het eind van het ancien régime benoemd door de abten van Sint-Trudo. Een foto uit 1870 toont de zeer vervallen staat van de kerk na vele jaren van verwaarlozing.
In 1874 werd begonnen met de restauratie onder leiding van architect Auguste Van Assche. De restauratie bestond uit een vrijwel volledige herbouw van de kerk, waarbij de oorspronkelijke bouwmaterialen stelselmatig werden vervangen door nieuwe. Vernieuwd werden onder andere de buitenmuren van de zijbeuken, het koor met de dwerggalerij, het portaal en alle ornamenten van zandsteen. De mergelstenen gewelven van de zijbeuken waren wel bewaard en werden op dezelfde manier heropgebouwd. Van het oorspronkelijke romaanse gewelf van de middenbeuk was slechts één travee bewaard; de overige waren in later eeuwen vervangen door baksteen. Bij de restauratie werden alle gewelven gereconstrueerd naar het oorspronkelijke model.
De neoromaanse sacristie is een ontwerp van de restauratie-architect uit de 19e eeuw.

## Architectuur

### Exterieur
Door sommige auteurs wordt de Sint-Pieterskerk in Sint-Truiden gerekend tot de Rheno-Mosaanse groep van kerken, waarbij de invloed van het Rijnland op de Maaslandse kunst groot is. De Truiense apsis met dwerggalerij zou dan als een navolging op kleinere schaal van de Dom van Spiers gezien kunnen worden. Ook het stenen gewelf wordt als typisch Rijnlands gezien. In het decoratieschema wordt veelvuldig gebruikgemaakt van het contrast tussen lichte tufsteen en donkere ijzerzandsteen, iets wat bij Rijnlandse kerken eveneens veelvuldig voorkomt.
De Sint-Pieterskerk is grotendeels gebouwd van tufsteen, afgewerkt met ijzerzandstenen hoekbanden en boogfriezen, op een ijzerzandstenen plint. Het gebouw bestaat uit een vierkant westwerk van twee traveeën, een driebeukig schip van vier traveeën waarvan de zijbeuken aan de oostzijde van absidiolen zijn voorzien, en een koor bestaande uit een rechte travee en een halfronde apsis. Het kerkschip is gedekt met een leien zadeldak; de zijbeuken met lessenaarsdaken. Boven het westwerk is in de 19e eeuw een kleine klokkentoren gebouwd. In de westfaçade bevindt zich een neoromaans rondboogportaal, dat een vroeger, neoclassicistisch portaal vervangt. In de westgevel bevindt zich verder een rondboogvenster en daarboven een raamopening met deelzuiltje, beide omlijst met een afwisselend patroon van blokken zandsteen en ijzerzandsteen.
De apsis is voorzien van lisenen gedragen door colonnetten met kapitelen versierd met gestileerd bladwerk op sokkeltjes die op een hoge, geprofileerde plint rusten. In de apsis zijn drie rondboogvensters aangebracht. Hierboven bevindt een niet-toegankelijke, neoromaanse dwerggalerij met rondboogarcade op dunne zuiltjes met ijzerzandstenen teerlingkapiteeltjes. De bogen van de dwerggalerij hebben dezelfde afwisseling van tufsteen en ijzerzandsteen blokken als de ramen in het westwerk. Ook de absidiolen zijn voorzien van rondbooglisenen en rondboogvensters.
De sacristie is een rechthoekig gebouwtje van twee traveeën onder een leistenen zadeldak. De westelijke geveltop heeft een versierd topstuk. In de west- en oostgevel bevinden zich gekoppelde rondboogvensters met deelzuiltjes; in de zijgevel twee rondboogvensters.

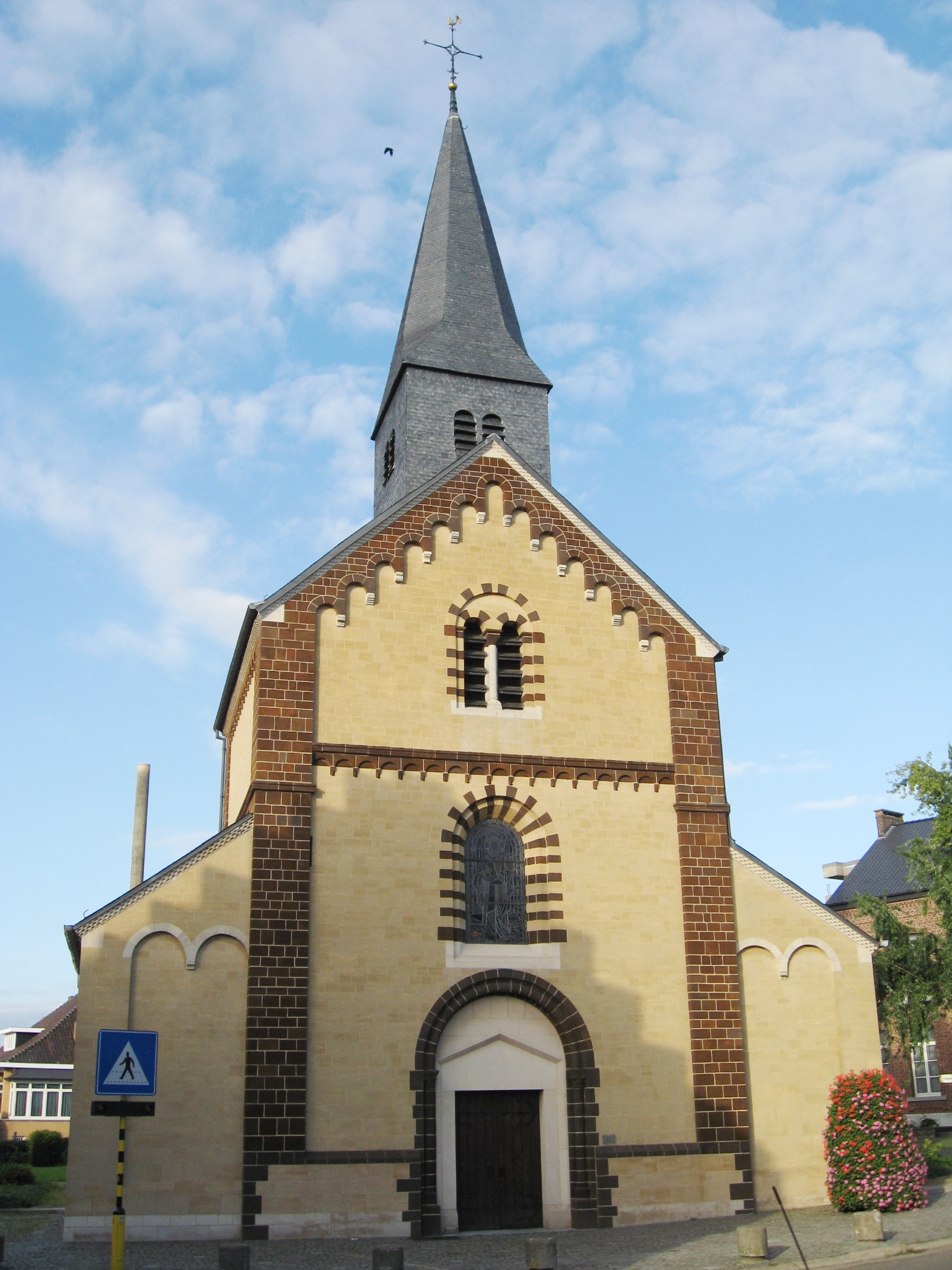
Westfaçade
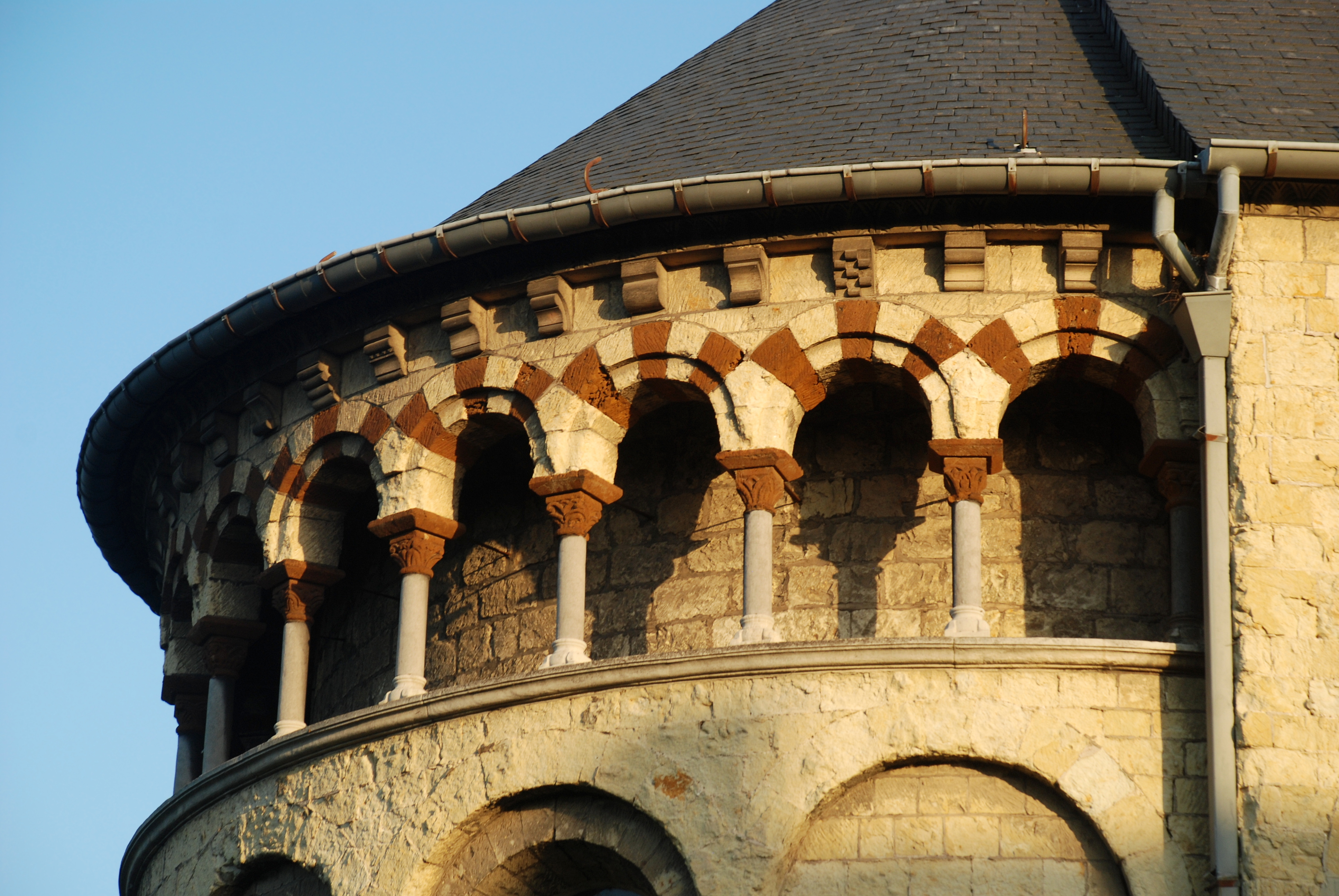
Dwerggalerij apsis
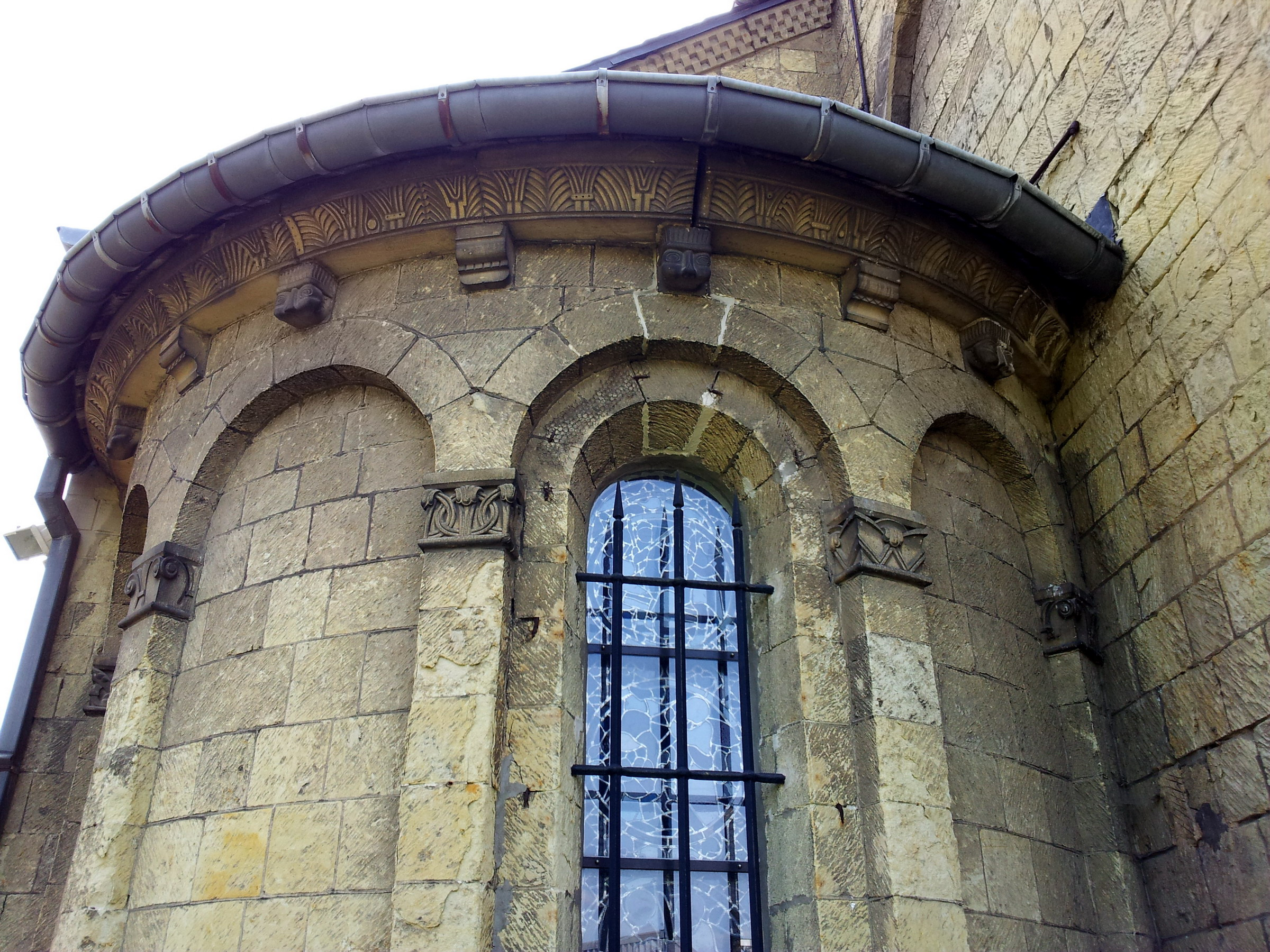
Absidiool
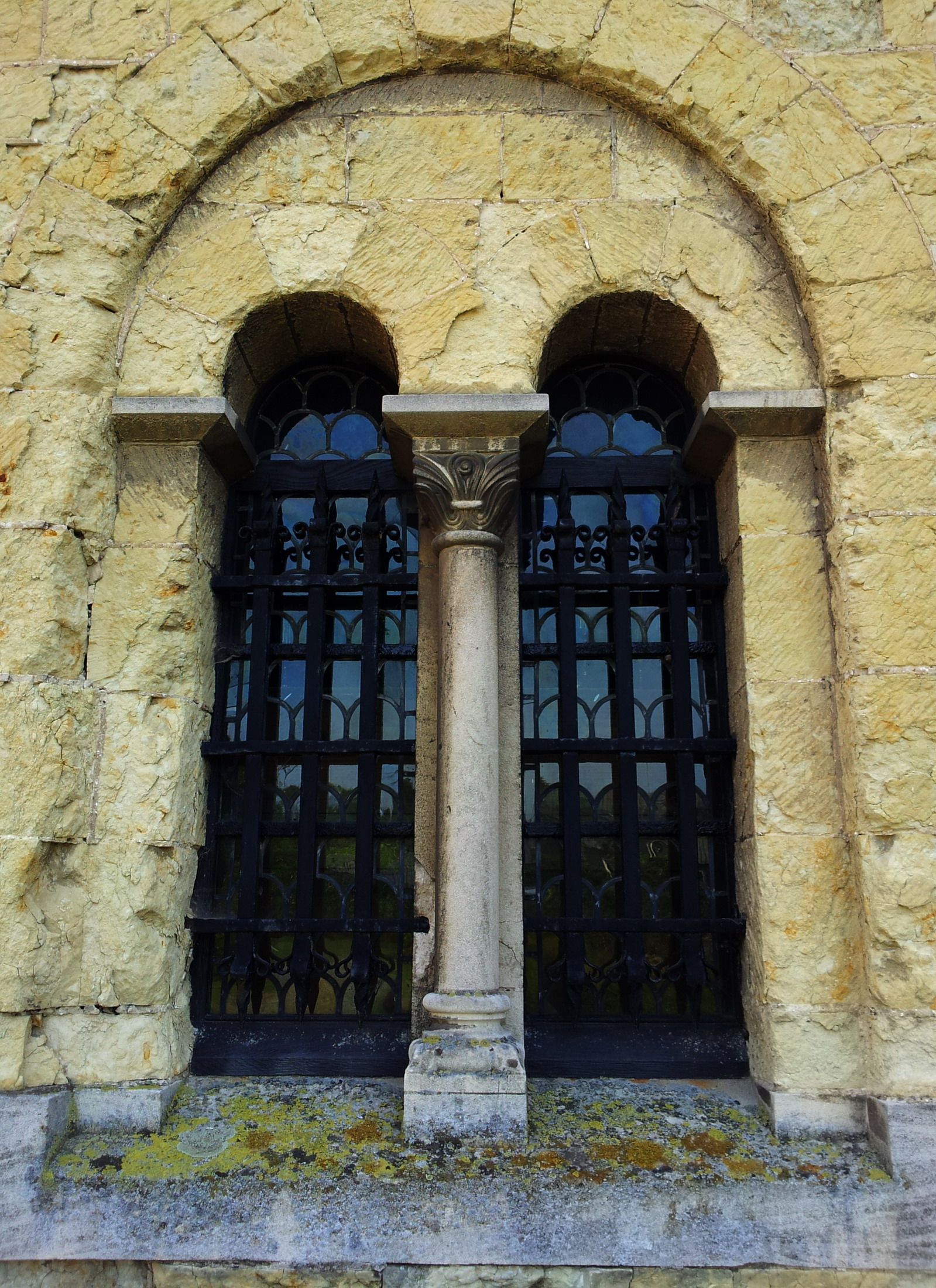
Detail sacristie

### Interieur
De Sint-Pieterskerk is een driebeukige basilica zonder transept. Zowel het middenschip als de zijbeuken zijn gedekt door (neo)romaanse mergelstenen kruisgewelven tussen brede gordelbogen, die steunen op pilasters met imposten. Ook hier is de decoratieve afwisseling van lichte tufstenen en donkere ijzerzandstenen banden toegepast. De scheibogen rusten op samengestelde pijlers met vierkante sokkels en imposten. De apsis en beide absidiolen zijn gedekt met halve koepelgewelven.
Van de kunstwerken in het kerkinterieur kunnen genoemd worden: een 17e-eeuws paneelschilderij voorstellende De Marteldood van Sint-Erasmus, een gepolychromeerd houten beeld van Sint-Anna-te-Drieën uit ca 1550 en een witgeschilderd houten beeld van Christus aan het Kruis (19e eeuw?).
De doopvont met romaans bovengedeelte dateert uit de 13e eeuw; de sokkel is modern. Verder bevinden zich in de kerk enkele marmeren en kalkstenen grafstenen uit de middeleeuwen.

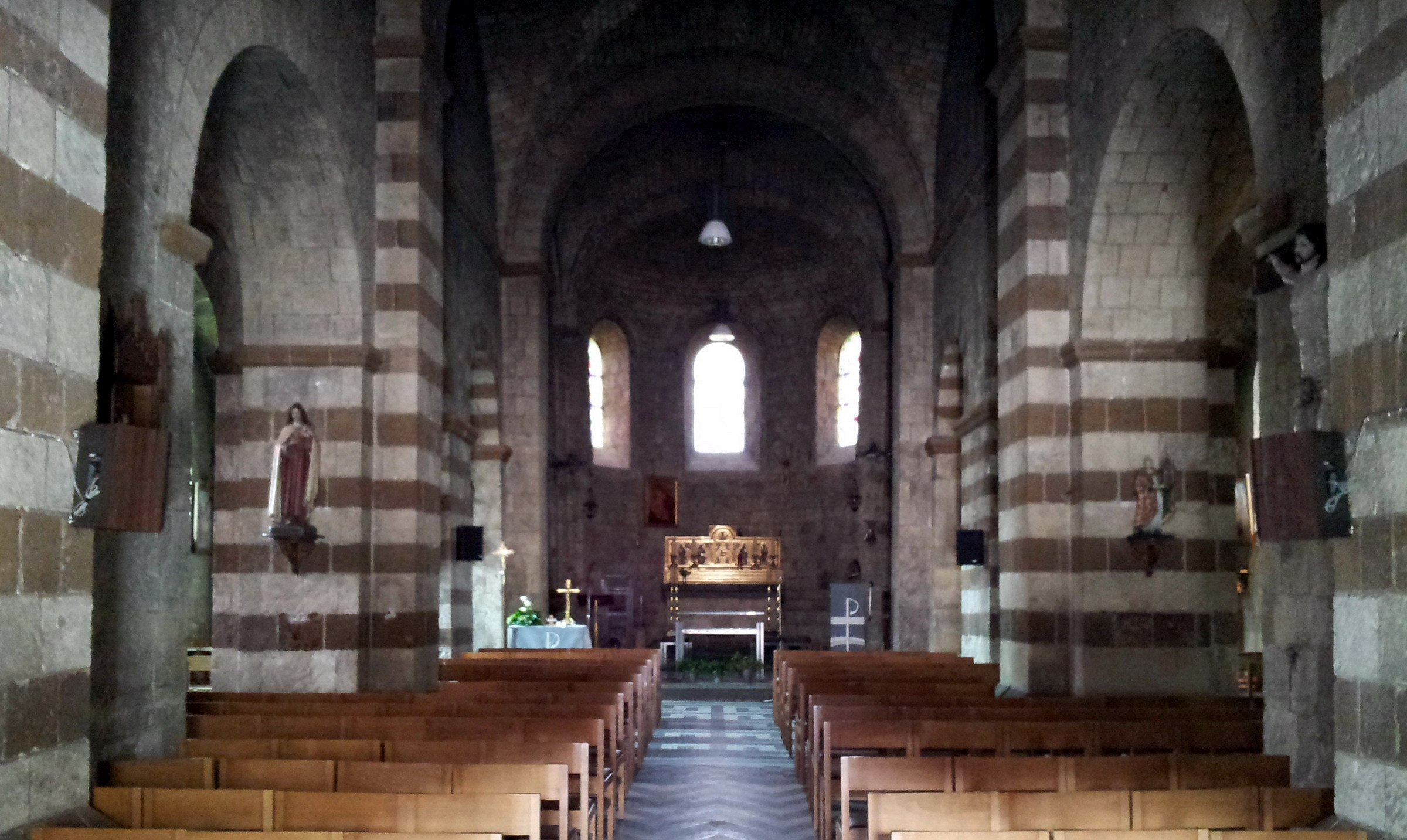
Overzicht interieur
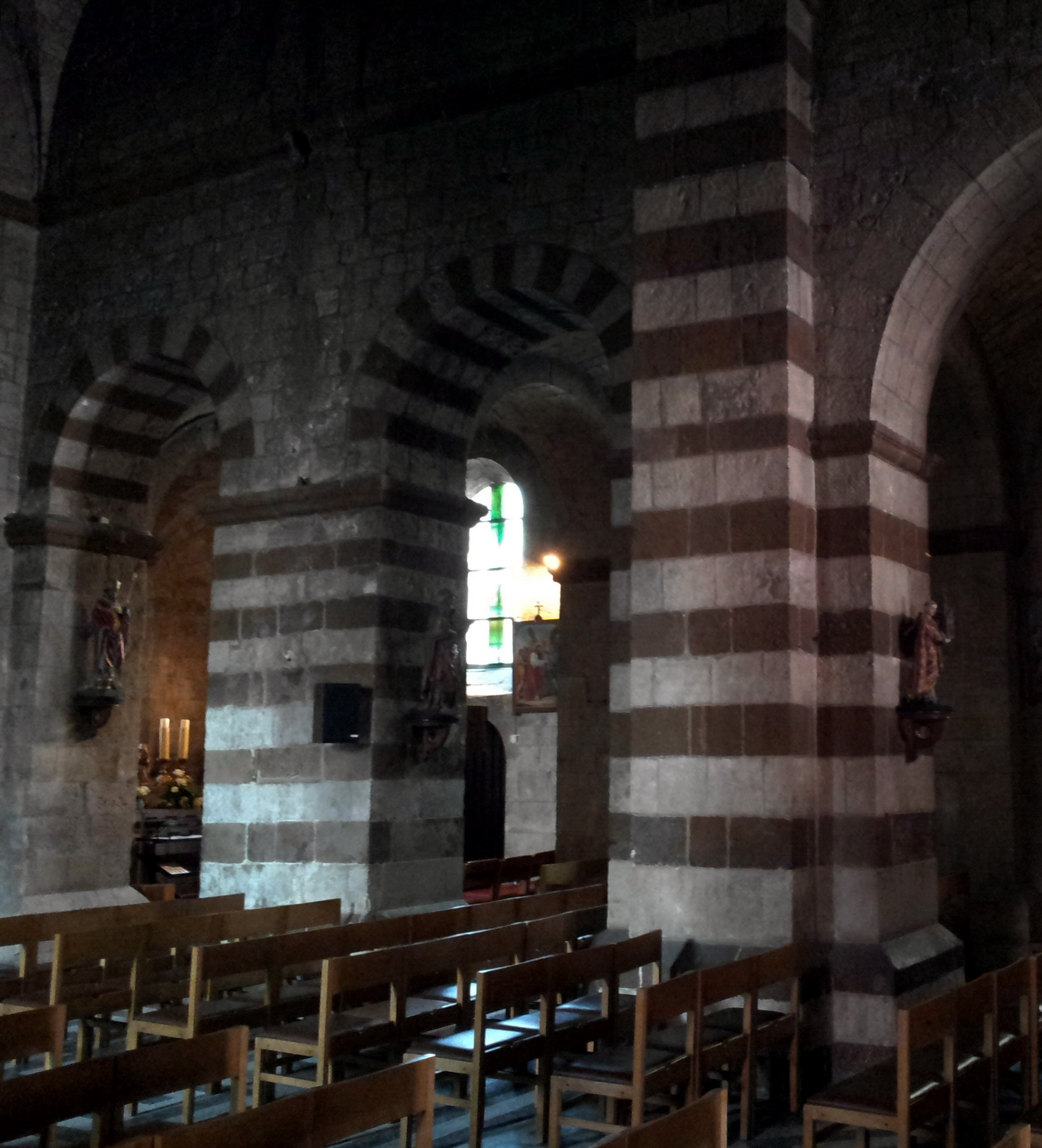
Zuidelijke zijbeuk
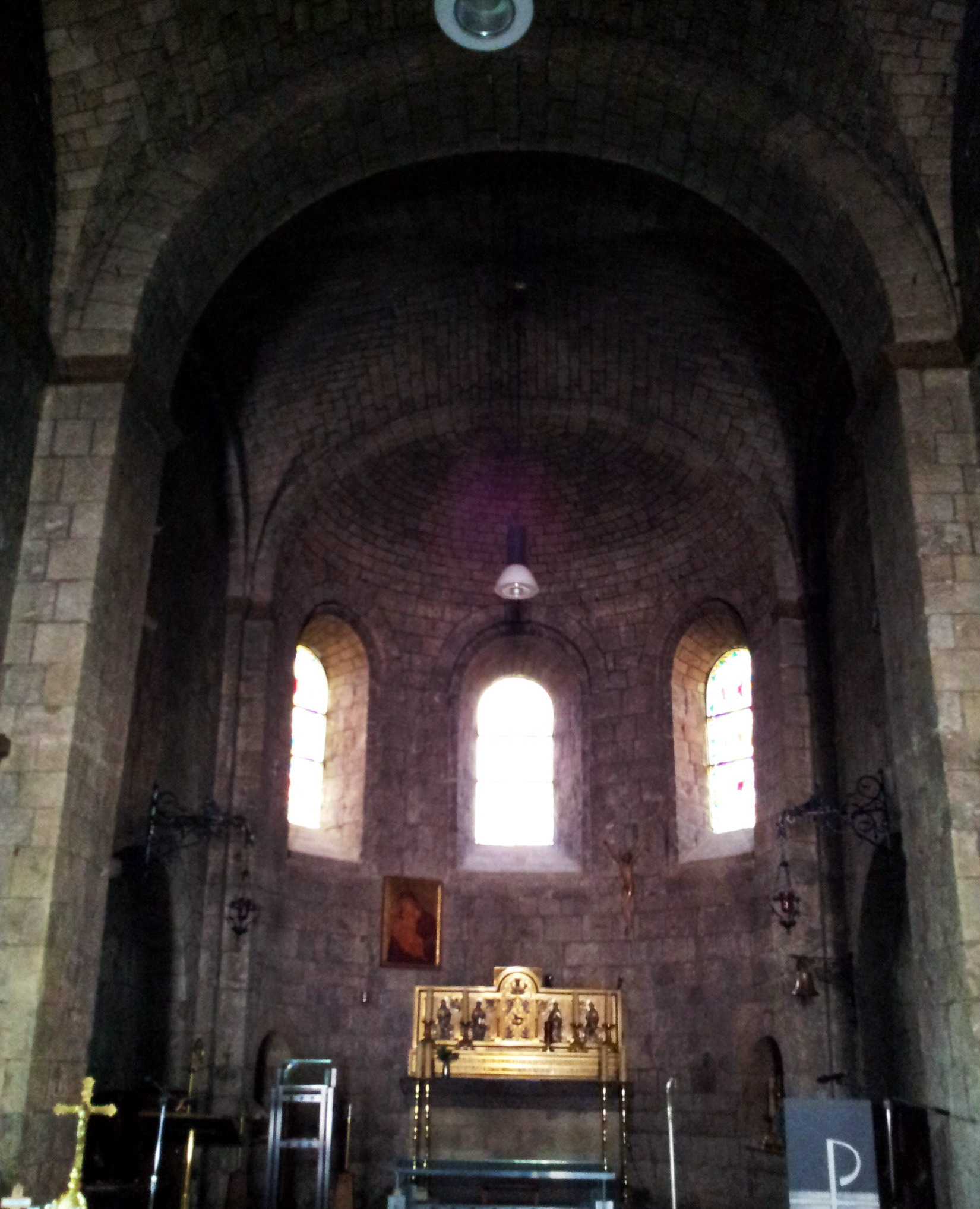
Koor
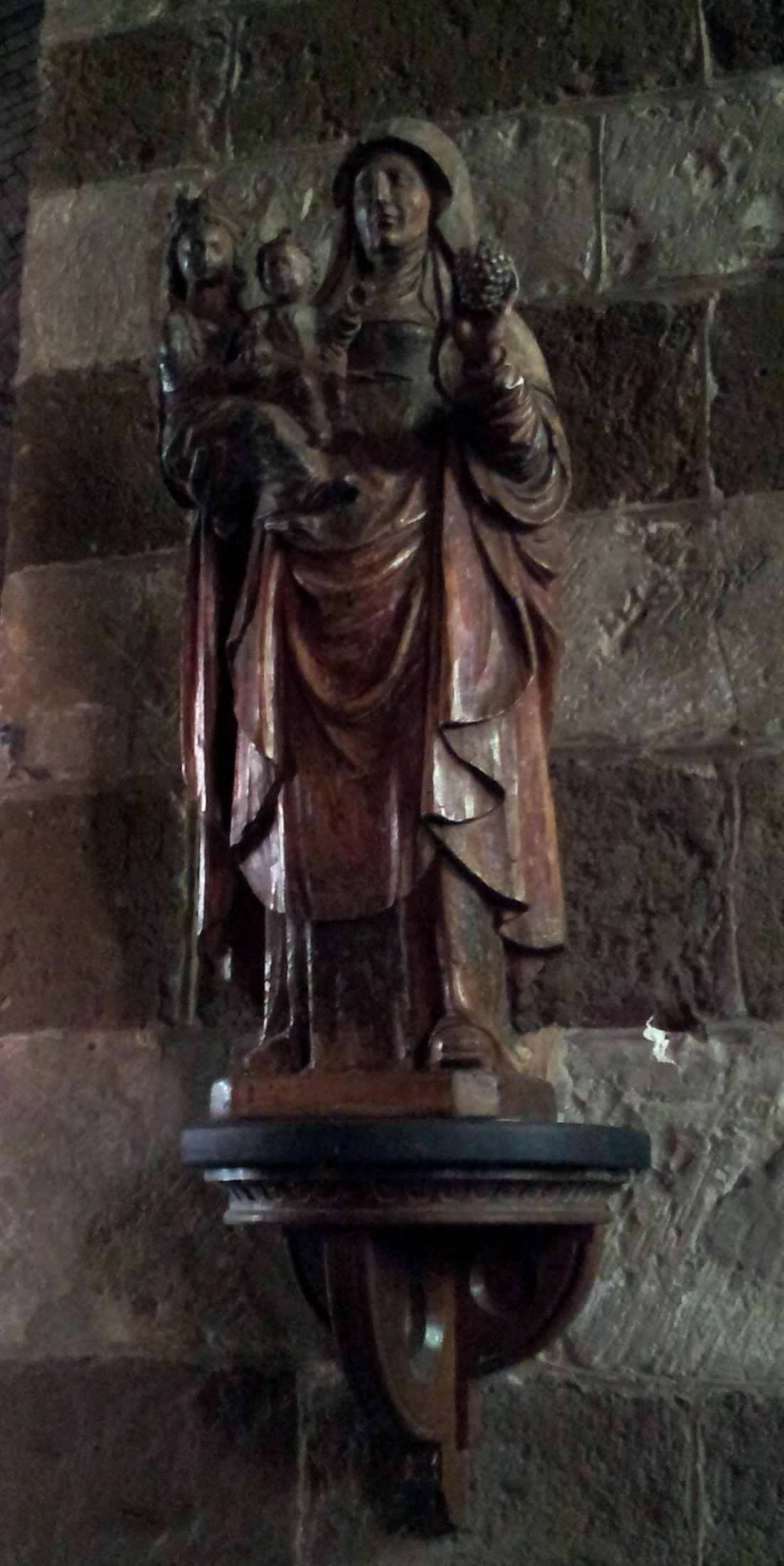
Anna te Drieën